# Zarośle (województwo warmińsko-mazurskie)
Zarośle (dawniej niem. Klein Stabigotten – Mała Stawiguda) – kolonia w Polsce, w województwie warmińsko-mazurskim, w powiecie olsztyńskim, w gminie Stawiguda, położona na wschód od niej.
W latach 1975–1998 miejscowość administracyjnie należała do województwa olsztyńskiego. Osada znajduje się w historycznym regionie Warmia.